# U-Bahnhof Harthof
Der U-Bahnhof Harthof ist ein Bahnhof der U-Bahn München im gleichnamigen Münchner Stadtteil Harthof. Er wird von der U-Bahn-Linie U2 bedient und liegt an der Zweiten Stammstrecke der U-Bahn München.
Er wurde am 20. November 1993 eröffnet und wird seitdem von der U2 bedient. Der unter einer Grünanlage liegende Bahnhof wurde vom Architekturbüro Obermeyer mit dem städtischen U-Bahn-Referat geplant. Ursprünglich sollte er den Namen Weyprechtstraße tragen, aber schließlich wurde er nach dem Stadtteil Harthof benannt. Der Bahnhof besitzt keine Säulen und eine gefaltete Dachkonstruktion, die als Lichtreflektor dient. Die Seitenwände bestehen aus Glasfliesen mit einem leichten hellrosafarbenen Schimmer. Zusätzlich ziert ein roter Streifen die Seitenwand.
Der U-Bahnhof besitzt an der Weyprechtstraße einen Aufgang zur Straße. Hier befindet sich auch eine Aufzugsanlage und eine Glaspyramide sorgt für einen großen Lichteinfall. Auf der gegenüberliegenden Seite ist der Bahnhof über ein Zwischengeschoss von der Grünanlage aus zu erreichen.
An der Weyprechtstraße besteht Umsteigemöglichkeit zur Buslinie 171, die Haltestellen der Linien 141 und 170 befinden sich etwas abseits in der Hugo-Wolf-Straße. In der Nacht verkehrt die Nachtbuslinie N41 von der Dülferstraße nach Fürstenried West. Die U2 verkehrt im Zehnminutentakt, in den Hauptverkehrszeiten verkehren zusätzlich Verstärkerzüge vom U-Bahnhof Harthof zum U-Bahnhof Messestadt Ost, sodass auf diesem Abschnitt ein Fünfminutentakt entsteht.
| Linie | Linienverlauf |
| ----- | --- |
| U2    | Feldmoching – (1065 m) – Hasenbergl – (631 m) – Dülferstraße – (1112 m) – Harthof – (962 m) – Am Hart – (1010 m) – Frankfurter Ring – (657 m) – Milbertshofen – (1094 m) – Scheidplatz – (1103 m) – Hohenzollernplatz – (756 m) – Josephsplatz – (513 m) – Theresienstraße – (730 m) – Königsplatz – (583 m) – Hauptbahnhof – (905 m) – Sendlinger Tor – (746 m) – Fraunhoferstraße – (1116 m) – Kolumbusplatz – (711 m) – Silberhornstraße – (553 m) – Untersbergstraße – (654 m) – Giesing – (1280 m) – Karl-Preis-Platz – (868 m) – Innsbrucker Ring – (1576 m) – Josephsburg – (978 m) – Kreillerstraße – (1207 m) – Trudering – (959 m) – Moosfeld – (1683 m) – Messestadt West – (925 m) – Messestadt Ost |